# بقايا الأمس (مسلسل)
مسلسل بقايا الأمس هو مسلسل تلفزيوني كويتي، إخراج: برجس العمراني (مخرج)
تأليف: سعد الدهش (مؤلف).

## قصة
تدور القصة في العقود الأولى من القرن العشرين. ونتعرّف على "أبو سلطان” وهو شخصية تجمع كل المتناقضات التي عرفها الإنسان. في داخله الوداعة والطيبة اللامتناهية وجميع معطيات الصفات الحميدة، وفي في نفس الوقت نجد فيه الذئب الذي سرعان ما ينقض على فريسته مستخدما نفوذه في تكريس أبشع صور الظلم والاستبداد والجور والجبروت والطغيان .. هذه الشخصية التي تدعي المثالية في العلن تمارس نزواتها في الخفاء. وحين يتزوج فتاة بعمر الزهور يعجز عنها جنسيا فيستخدم معها أسلوب الترهيب والترغيب على امل ان تعود له رجولته المفقودة فتكون القشة التي تكسر ظهر البعير فيرى ضعفه متمثلا فيها .. أما "منصور" فهو الذراع الأيمن لـ"بو سلطان". يعرف تمام المعرفة أن بقاءه من بقاء "أبو سلطان" الذي يزين له الأمور لغاية في نفسه ويكون الأداة التي يبطش بها وينفذ بها مخططاته. ونجد شخصية "سعود"، الشاب الذي يحلم بولوج البحر , ولكن تتلاشى رغباته امام معارضة امه التي تخاف عليه من المصير الذي طال أبيه حين كان صغيراً. وبعد أن يصر على تحقيق حلمه، تضع الظروف في طريق "أبو سلطان" ورجاله الذين يهربون السلاح والبضائع ويدخل في دوامة العصابات والخارجين على القانون. كما نتابع "غازي" المتمرد على واقعه والرافض لكل الأعراف والتقاليد. وسافر مع "سعود" والبحارة في السفينة التي تحترق، ما يجعل زوجته تظن بأنه مات وتتزوج من شخص آخر. ونرى كيف تتأزم الأمور بعد عودة "غازي" إلى زوجته وموقفها بعد أن أصبحت امرأة لرجلين، أحدهما حنون والآخر قاسي. وتأخذنا الأحداث والشخصيات العديدة المتداخلة ما بين المغامرة والمؤامرة والترهيب والترغيب والخوف من القادم. كما لا تخلو القصة من الإثارة والتشويق وبقايا الحب العذري الذي فقد في زمن الماديات

## الممثلون
- غازي حسين
- عبد الإمام عبد الله
- فخرية خميس
- حمد ناصر
- رزيقه الطارش
- أحمد العونان
- إسماعيل الراشد
- محمد الشعيبي
- شمعة محمد: غرور
- منى البلوشي
- جاسم الجاسم
- عبد الله الرميان
- هدى إبراهيم
- جمعان الرويعي
- مشعل القملاس: صمود
- ناصر البلوشي: صويلح
- نواف الراهي
- وفاء البلوشي: حصه
- الجوهرة